# 千葉市立磯辺小学校
千葉市立磯辺小学校（ちばしりつ いそべしょうがっこう）は、千葉市美浜区磯辺4丁目にある公立小学校。

## 概要
- 子どもたちのより良い教育環境の整備と教育の質の充実を図るため、磯辺第一・磯辺第二および磯辺第四の各小学校を統合し、適正規模の小学校として開校した。なお、校舎は、磯辺第四小学校の施設を継続使用する[1]。

## 沿革
- 2008年（平成20年）2月 - 磯辺地区学校適正配置地元代表協議会設立[1]。
- 2011年（平成23年）
  - 7月 - 地元代表協議会において「統合の要望書」が合意される[1]。
  - 8月 - 「統合の要望書」を教育長へ提出[1]。
  - 9月 - 教育委員会会議において、統合の組み合わせ・場所・時期が決定される[1]。
  - 11月 - 統合準備会を設置し、統合準備を開始（開校までに5回開催）[1]。
- 2012年（平成24年）12月 - 設置条例改正[1]。
- 2013年（平成25年）
  - 2月 - 保護者対象に、磯辺小学校入学説明会開催[1]。
  - 3月22日 - 磯辺第一・磯辺第二・磯辺第四の各小学校で閉校式挙行[1]。
  - 3月25日 - この日から27日まで、引越し[1]。
  - 4月1日 - 開校[1]。
  - 4月5日 - 開校式挙行[1]。

## 通学区域と進学先中学校
出典：

### 通学区域
- 磯辺3丁目（全域）
- 磯辺4丁目（全域）
- 磯辺5丁目（磯辺第三小学校の通学区域を除く）
- 磯辺6丁目（全域）
- 磯辺6丁目（全域）
- 磯辺8丁目（全域）

### 進学先中学校
- 千葉市立磯辺中学校

## 周辺
- 検見川県営住宅 - 敷地が隣接。
  - わくわく団地公園 - 検見川県営住宅敷地内。
  - 検見川県営住宅以外の民営のマンションなども点在。
- 学校法人清峯会磯辺白百合幼稚園 - 千葉市道をはさんで、敷地が隣接。なおかつ、進学前幼稚園のひとつ。
- 中磯辺公園
  - 中磯辺公園以外の公園も点在。
- 千葉磯辺郵便局
- 海浜市民運動広場
- 千葉市立磯辺中学校 - 進学先中学校

## アクセス
- 千葉海浜交通「磯辺線」・「美浜線」で、「磯辺中央」停留所から、ページトップにある学校正門まで、
  - 海浜病院・稲毛ヨットハーバー行のりばから、徒歩約530m・約8分。
  - 検見川浜駅経由新検見川駅行のりばから、徒歩約550m・約9分。
    - なお、停留所から学校敷地までは、約220～230mほどだが、道路形状と正門の位置関係で、2倍以上の距離となる。